# Dani Klein
Pour les articles homonymes, voir Klein.
Danielle Schoovaerts, dite Dani Klein, est une chanteuse belge, née le 1er janvier 1953 à Schaerbeek.
Elle est notamment connue comme chanteuse du groupe Vaya Con Dios.

## Carrière
Danielle Schoovaerts naît le 1er janvier 1953 à Schaerbeek et grandit à Bruxelles.
Avec Vaya Con Dios, la chanteuse a remporté un succès mondial avec des titres comme Puerto Rico, Hey (Nah Neh Nah), Don’t Cry for Louie et Just a Friend of Mine.
Elle a également participé dans les années 1980 au groupe Arbeid Adelt! avec Luc Van Acker (membre de Revolting Cocks, Ministry et Shriekback), au  projet Ladies sing the Blues, en compagnie de Réjane Magloire et Beverly Jo Scott, ainsi qu'au projet Purple Prose (dont fait partie le batteur Marc Ysaye) et au groupe hard rock Steelover, avec à la batterie Rudy Lenners, ex-membre du groupe Scorpions — groupe qui a à l'époque également projeté de prendre sa retraite au terme d'une dernière tournée.
Elle donne son dernier concert à Bruxelles le 25 octobre 2014 en tant que Vaya Con Dios, mais continue à chanter du jazz inspiré de Billie Holiday.
En 2022, elle revient avec un album de reprises des tubes de Vaya Con Dios en piano-voix intitulé What's a Woman.
Son fils Simon LeSaint est DJ et batteur.